# Мендосский выставочный центр современного искусства
Мендосский выставочный центр современного искусства (исп. Espacio Contemporáneo de Arte; сокр. ECA) — бесплатный музей современного искусства в городе Мендоса, Аргентина. Был открыт в 1999 году. Он расположен в здании бывшего банка Мендоса, напротив площади Сан-Мартин.

## История
Здание бывшего Банка Мендосы было объявлено частью культурного наследия в соответствии с декларацией 2939/87. После закрытия банка, в 1997 году, здание стало использоваться как культурный центр .
Пространство современного искусства было создано в 1999 году по инициативе правительства Мендосы на основании указа губернатора Роберто Иглесиаса, передавшего здание в Культурное наследие провинции. Его первым директором была Ана Мария Альварес.